# روكي ماسبولي
روكي ماسبولي (بالإسبانية: Roque Máspoli)‏ هوحارس مرمى أوروغوياني دولي سابق، لعب مع منتخب بلاده في بطولتي كاس العالم 1950 و1954 ، وأحرز معهم لقب البطولة عام 1950.

## مهتمه كمدرب
قام بتدرب دي ليفربول ديمونتيفو في عام 1939 والذي يلعب في الدوري الأوروغواياني لكرة القدم.

## روابط خارجية
- روكي ماسبولي على موقع الاتحاد الدولي (مؤرشف)  (الإنجليزية)
- روكي ماسبولي على موقع قاعدة بيانات كرة القدم.إي يو (الإنجليزية)
- روكي ماسبولي على موقع ناشيونال فوتبول تيمز (الإنجليزية)
- روكي ماسبولي على موقع عالم كرة القدم.نت (الإنجليزية)
- Peñarol Football Club (English site)